# Furije
Furije su u rimskoj mitologiji parnjaci Erinija iz grčke mitologije, boginje osvete. Danas se to ime koristi za svadljive žene.
Obučene u crnu odjeću, neki ih crtaju sa šišmišjim krilima ili psećim tijelom. Rješavaju sve zločine u kojima je bilo prolivene krvi, najčešće su to bili obiteljski okršaji. Bojali su ih se i bogovi. Kad nisu opsjedale zemaljske žrtve, živjele su u Tartaru gdje su mučile proklete duše. U grčkoj mitiologiji postoje 3 Furije koje su nastale iz kapi krvi boga Urana kada ga je njegov sin Kron kastrirao. Najpoznatije su po tome što su lovile Oresta kada je ubio svoju majku Klimenestru koja je ubila njegovog oca Agamemnona.
Eufemizam za Erinije su eumenide (dobrohotne), furije koje je Atena preimenovala nakon što je bilo sprovedeno glasovanje za Oresta. Prepostavlja se da je od toga nastao pojam eufemizam. Euminde su bile prema predaji obučene u bijelu odjeću.